# Ibrahim Lodi
Ibrahïm Lodi (+ 1526) fou el darrer sultà de la dinastia Lodi de Delhi.
Era el fill del sultà Sikandar Lodi, al que va succeir l'endemà de la seva mort, això és el 22 de novembre de 1517. Era malfiat i poc generós i per això tenia poc suport entre els nobles, una part dels quals va procurar posar al govern de Jaunpur al seu germà petit Djalal Khan amb la idea de partir el sultanat; però Ibrahim se'n va adonar i va decidir destituir al seu germà del govern; Djalal assabentat, es va revoltar, però fou derrotat per l'exèrcit d'Ibrahim i va haver de fugir a Gwalior on el príncep Bikramajit, fill de Man Singh Tomar, li va donar acollida.
Ibrahim va decidir conquerir Gwalior que sota Man Singh havia resistit els atacs de Sikandar Lodi. L'exèrcit de Delhi es va presentar davant la ciutat i la va assetjar, i en els combats abans de la conquesta, Djalal Khan fou capturat i empresonat junt amb altres nobles afganesos rebels, i va morir a la presó.
A mesura que perdia el suport dels nobles Ibrahim exercia actes de tirania que encara li suposaven la pèrdua de més suports. Dos nobles destacats servidors lleials del seu pare, Miyan Bhoa (que havia estat wazir de Sikandar Lodi) i Azam Humayun Sarwani, senyor de Kalpi, foren empresonats i executats al seu captiveri. La sort d'aquestos nobles tant propers a l'anterior sultà, va alarmar definitivament als altres nobles molts dels quals es van revoltar i van deixar al sultanat en l'anarquia. Rana Sanga va estendre els seus dominis cap a la part occidental del modern Uttar Pradesh i fins i tot va intentar atacar Agra. Els nobles foren substituïts per caps militars que li eren lleials.
Ocupat en sufocar les revoltes, Dawlat Khan Lodi de Panjab va donar signes de rebel·lió. Ibrahim el va cridar a Delhi, però Dawlat no hi va anar hi va enviar al seu lloc al seu fill Dilawar Khan, el que va causar la còlera d'Ibrahim que va empresonar a aquest. En el seu captiveri Dilawar va veure nombrosos nobles empresonats i torturats i quan fou alliberat i va poder tornar a Panjab, li va explicar al seu pare, que va comprendre la sort que l'esperava si Ibrahim seguia al tron. Dawlat Khan, junt a l'amir afganès Alam Khan, es van posar d'acord per cridar a l'Índia a Baber, l'emir de Kabul.
Baber es va dirigir cap a l'Índia amb un fort exèrcit. Ibrahim, assabentat va reunir una força militar enorme (més d'un milió de soldats segons les cròniques). Els dos exèrcits es van trobar a Panipat on es va lliurar la primera batalla de Panipat el 21 d'abril de 1526 en la qual Baber, que disposava d'artilleria, i tenia una capacitat estratègica i tàctica superior, va obtenir la victòria. Ibrahim va morir a la lluita; el seu cadàver fou localitzat per orde de Baber i enterrat com heroi a un lloc proper, en una tomba modesta que encara es conserva i ha esdevingut lloc de pelegrinatge.
La mare d'Ibrahim, furiosa per la mort del seu fill, va tramar un complot per enverinar a Baber però fou avortat i els participants executats; la mare fou enviada a Kabul però suposant que seria executada, es va suïcidar pel camí tirant-se a un riu on es va ofegar. Un fill d'Ibrahim, menor d'edat, fou deportat a Kabul, i la seva sort posterior és desconeguda.